# 鎌瀬駅
鎌瀬駅（かませえき）は、熊本県八代市坂本町鎌瀬にある、九州旅客鉄道（JR九州）肥薩線の駅である。

## 歴史
- 1952年（昭和27年）6月1日：日本国有鉄道が民間請願駅として開設[2]。駅員無配置。人吉機関区にキハ41000形気動車が配置され、運転を開始したことに基づく。
- 1987年（昭和62年）4月1日：国鉄分割民営化により九州旅客鉄道が継承[3]。

## 駅構造
築堤上に単式ホーム1面1線を有する地上駅。駅舎はないが、待合所が置かれている。待合所は、西人吉駅のものと意匠がよく似ている。

## 利用状況
1日平均乗車人員及び乗降人員は以下の通り。
| 年度   | 1日平均 乗車人員 | 1日平均 乗降人員 |
| ------ | ---------------- | ---------------- |
| 2000年 | 46               | 99               |
| 2001年 | 38               | 79               |
| 2002年 | 40               | 87               |
| 2003年 | 39               | 84               |
| 2004年 | 36               | 78               |
| 2005年 | 29               | 63               |
| 2006年 | 23               | 50               |
| 2007年 | 18               | 39               |
| 2008年 | 10               | 21               |
| 2009年 | 8                | 17               |
| 2010年 | 9                | 18               |
| 2011年 | 7                | 16               |
| 2012年 | 9                | 18               |
| 2013年 | 7                | 14               |
| 2014年 | 7                | 13               |
| 2015年 | 6                | -                |

## 駅周辺
駅前を熊本県道158号中津道八代線が走っている。駅周辺にも小さな集落が広がっているが、約1.5km程南へ行くと中津道（）の少し大きな集落がある。また対岸にも小さな集落がある。
- 球磨川
- 熊本県道158号中津道八代線
- 鎌瀬橋 - 約1.5 kmの距離にある。
- 国道219号 - 球磨川を挟んで対岸を走っている。鎌瀬橋の袂が熊本県道158号中津道八代線の分岐点である。
- 中津道阿蘇神社
- 上松求麻郵便局

## 隣の駅
九州旅客鉄道（JR九州）
■肥薩線
葉木駅 - 鎌瀬駅 - 瀬戸石駅